# Mike Conley (lekkoatleta)
Michael Alexander „Mike” Conley (ur. 5 października 1962 w Chicago) – amerykański lekkoatleta trójskoczek i skoczek w dal, mistrz i wicemistrz olimpijski.
Jeden z najlepszych trójskoczków w historii lekkoatletyki. Studiował na University of Arkansas, gdzie oprócz osiągnięć lekkoatletycznych grał na pierwszym roku w drużynie koszykówki,  jako rozgrywający. W historii sportu zapisał się jednak sukcesami lekkoatletycznymi.
Rozpoczął międzynarodową karierę na mistrzostwach świata w 1983 w Helsinkach, gdzie zdobył brązowy medal w skoku w dal oraz zajął 4. miejsce w trójskoku. Na igrzyskach olimpijskich w 1984 w Los Angeles zdobył srebrny medal w trójskoku za swym kolegą z reprezentacji Alem Joynerem. Zwyciężył w trójskoku na halowych mistrzostwach świata w 1987 w Indianapolis, skacząc w ostatniej kolejce na odległość 17,54 m. Zdobył złoty medal w trójskoku na igrzyskach panamerykańskich w tym samym roku w Indianapolis. Na mistrzostwach świata w 1987 w Rzymie został srebrnym medalistą w trójskoku, a w skoku w dal zajął 8. miejsce. Niespodziewanie nie zakwalifikował się do reprezentacji USA na igrzyska olimpijskie w 1988 w Seulu.  Na halowych mistrzostwach świata w 1989 w Budapeszcie zdobył dwa medale – złoty w trójskoku i brązowy w skoku w dal. Został brązowym medalistą w trójskoku podczas mistrzostw świata w 1991 w Tokio.
Na igrzyskach olimpijskich w 1992 w Barcelonie zdobył złoty medal w trójskoku skacząc, jako drugi w historii ze zbyt mocnym wiatrem w plecy (+2,1 m/s), ponad 18 m - 18,17 m (pierwszy Willie Banks - 18,20 m - +5,2 m/s - 1988 r.). W tym konkursie ustanowił rekord olimpijski skacząc 17,63 m przy regulaminowym wietrze. Zwyciężył na mistrzostwach świata w 1993 w Stuttgarcie z rezultatem 17,86 m w trójskoku. Na mistrzostwach świata w 1995 w Göteborgu zajął 7. miejsce w trójskoku, a na igrzyskach olimpijskich w 1996 w Atlancie był w nim czwarty.
Był mistrzem USA w trójskoku w latach 1987-1989 oraz 1993-1995, a w hali w trójskoku w latach 1985-1987, 1989 i 1992 oraz w skoku w dal w 1985 i 1986. Zdobywał również akademickie mistrzostwo USA (NCAA) w skoku w dal i trójskoku w 1984 i 1985 (zarówno w hali, jak i na otwartym stadionie) oraz w trójskoku w hali w 1983.
Rekord życiowy Conleya w trójskoku wynosi 17,87 m (1987), a w skoku w dal – 8,46 m (1996). Jest aktualnym rekordzistą USA w hali – 17,76 m - rezultat uzyskany 27 lutego 1987 w Nowym Jorku do 1994 r. był halowym rekordem świata i jest siódmym wynikiem w historii światowej lekkoatletyki (stan na marzec 2025). Jego syn Mike Conley Jr. jest koszykarzem.